# Острозьке вікаріатство
Острозьке вікаріатство — вікаріатство Волинської єпархії Російської православної церкви. Назва — від міста Острог Волинської губернії (нині Рівненської області).
Засноване 1 жовтня 1840 року зі перебуванням єпископа: у Почаївській Успенській лаврі (до 1843 року), потім у Житомирі (до 1860 роки), згодом у Дерманському монастирі (до 13 квітня 1873 року) далі в Кременці.
Після деякої перерви відновлено 15 липня 1910 року.

## Єпископи
- Анатолій (Мартиновський) (10 червня 1841 — 22 листопада 1844)
- Єрофей (Лобачевський) (25 березня 1845 — 17 квітень 1871)
- Юстин (Охотин) (6 серпня 1871 — 13 квітень 1879)
- Віталій (Гречулевич) (13 травня 1879 — 6 жовтня 1882)
- Ізраїль (Нікулицький) (8 січня 1883 — 25 жовтень 1883)
- Олександр (Закке—Заккіс) (21 листопада 1883 — 3 червня 1890)
- Антоній (Флоренсов) (12 серпня 1890 — 30 квітень 1894)
- Мефодій (Нікольський) (28 червня 1894 — 13 червень 1898)

Серафим (Мещеряков) (23 серпня 1898 — 4 червня 1902)

Гавриїл (Воєводін) (25 липня 1910 — 9 червня 1915)

Аверкій (Кедров) (29 червня 1915—1922)

Симон (Івановський) (1926—1934)

Симон (Івановський), (15 квітня 1939—1941?)